# Lars Bennich
Lars Axel Gustafsson Bennich, född 17 september 1903 i Stockholm, död 2 juni 1994, var en svensk försäkringsexpert. Han var sonson till Axel Bennich.
Bennich blev juris kandidat 1927, var ombudsman och sekreterare i trafiksäkerhetsföreningen 1931-1937, verkställande direktör där 1937-1939 och från 1939 VD i försäkrings AB Fenix och Heimdal. Han var 1936-1938 sekreterare i Trafikförsäkringsanstaltens nämnd och var styrelseledamot i Försäkringsbolagens förhandlingsorganisation och i Svenska försäkringsföreningen. Bennich utgav bland annat en kommentar till bilansvarighetslagen (1938) och Försäkringsjuridiska föreningens rättsfallssamlingar (1939-1943).